# Psammodiscaceae
Famille
Les Psammodiscaceae sont une famille d'algues de l'embranchement des Bacillariophyta (Diatomées), de la classe des Bacillariophyceae et de l’ordre des Rhaphoneidales.

## Étymologie
Le nom de la famille vient du genre type Psammodiscus, dérivé du grec ψαμμος / psammos, sable, et de δισκος / diskos, disque, en référence à l'habitat de cette diatomée qui « pousse dans l'épipsammon marin » et, d'autre part, à sa forme en disque.

## Liste des genres
Selon AlgaeBase (31 mai 2022) :
- Psammodiscus Round & D.G.Mann, 1980

## Systématique
La famille des Psammodiscaceae a été créée en 1990 par Frank Eric Round (d) et David George Mann (d).

## Publication originale
- Round, F.E., Crawford, R.M. & Mann, D.G. (1990). The diatoms biology and morphology of the genera.  pp. [i-ix], 1-747. Cambridge: Cambridge University Press.